# 오자경 사우
오자경 사우는 대한민국 충청남도 천안시 동남구 광덕면에 있는, 이시애의 난을 평정하고 적개공신 3등에 오르고 보산군에 봉해진 오자경의 사우이다. 2013년 11월 29일 천안시의 향토문화유산 제48호로 지정되었다.

## 개요
'오자경 사우'는 조선 전기 천안 출신의 무신인 오자경을 제사하기 위해 건립된 사우이다. 오자경(吳子慶)[1414~1478]은 1454년(단종 2) 무과에 급제하여 별시위(別侍衛)를 거쳐 첨지중추원사(僉知中樞院事), 함길도진무(咸吉道鎭撫), 경원부사(慶源府使)를 지내고 1466년에 무과중시와 등준시무과에 급제해 자헌대부에 오른 인물이다. 1467년 이시애 난을 평정한 공으로 적개공신(敵愾功臣) 3등에 오르고 보산군에 봉해졌다. 1468년에는 평안중도 절도사가 되었다.

## 같이 보기
- 오자경